# Francisco Romero Robledo

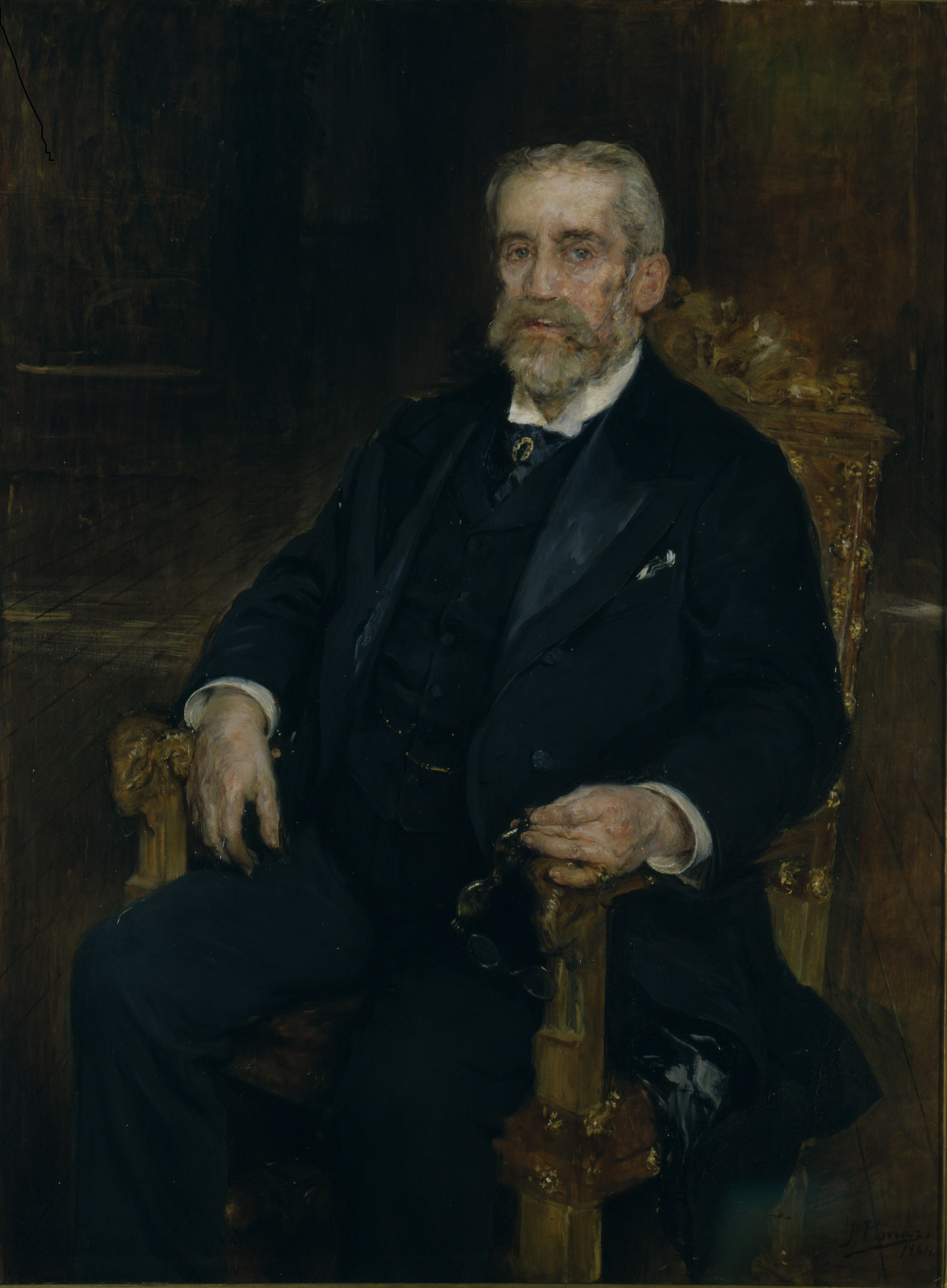
Francisco Romero Robledo 1904, porträtterad av Ignacio Pinazo Camarlench.

Francisco Romero Robledo, född den 8 mars 1838 i Antequera i Andalusien, död den 4 mars 1906 i Madrid, var en spansk statsman.
Romero Robledo valdes 1856 till deputerad i cortes för sin födelsestad, vann snart rykte som en av liberalernas bästa politiska talare och tog framträdande del i 1868 års statsvälvning. Han var en tid under kung Amadeus regering minister för offentliga arbeten, bekämpade 1873 republiken och samverkade med Cánovas del Castillo för en bourbonsk restauration. Romero Robledo övergick härunder småningom helt till det konservativa lägret och var inrikesminister i Cánovas del Castillos ministärer 1874-1875, 1875-1879, 1879-1881 och 1884-1885. Han bröt 1887 för en tid med Cánovas och bildade jämte López Dominguez det så kallade reformistpartiet, men närmade sig 1890 ånyo sin forne chef och var 1891-1892 kolonialminister i dennes femte ministär samt en kortare tid 1895 justitieminister i den sjätte. Ur denna avgick han till följd av oenighet med Cánovas om regeringens kubanska politik. Förgäves sökte Romero Robledo efter Cánovas död (1897) bli det konservativa partiets ledare. Han bildade då en liten konservativ dissidentgrupp, försonade sig senare i viss mån med partiet, men beredde dock esomoftast genom sin starkt personligt färgade opposition och varjehanda parlamentariska manövrer de konservativa ministärerna (Azcárraga, Silvela, Villaverde och Maura) rätt stora svårigheter. Åren 1903-1905 var han deputeradekammarens talman.